# 凪良ゆう
凪良 ゆう（なぎら ゆう、1973年1月25日 - ）は、日本の小説家。滋賀県大津市出身、京都府京都市在住。

## 経歴
母子家庭で育つ。母は仕事の関係などで家にいないことが多く、小学校低学年の頃から料理や洗濯、掃除を1人で行っていた。小学６年生の時、１０日間ほど一人で過ごし、お金も食べ物も底を尽きそうになったことがある。母はそのまま帰ってくることはなく、担任の先生が異変に気づいてくれた。その後、児童養護施設で暮らすことになる。高校を中退後、15歳から自立して働きはじめる。
施設を出て15歳から自立して生活をすることは想像以上に難しく、初めて勤めた会社では「中卒」「施設出身」と足元を見られ、月給は７万円ほどで生活ができず、最初の仕事は半年で辞めた。その後は働きながら、連絡が取れるようになっていた母に仕送りを続けていた。
凪良は自身の過去について「はたから見たら過酷な人生ですが、絶望一色にならなかったのは、物語のお陰です。小学生の時には近所の小さな本屋に毎日通い、漫画や児童書を立ち読みしました。読むよりも描くことはより没頭できて楽しく、中学生になると漫画家になりたいと、投稿も始めました。物語の世界は、私にとって逃避の意味が強かったけれど、幼少期から現在まで生き延びるために切実にずっと必要なものでした」と振り返っている。
自身の生活が軌道に乗り始めた３０代の頃、昔好きだったある小説作品に関するネットの記事をきっかけに創作熱が再燃したことから小説を書き始め、執筆活動がとても面白かったことから「好きなだけ小説を書きたい」という目標が生まれ作家を目指し始める。
2007年、自身初めての著書となる『花嫁はマリッジブルー』が出版され、本格的にデビュー。初期は主にBLジャンルを執筆していた。
2017年4月、自身初となる文芸書『神様のビオトープ』を講談社タイガから発売。しかし、発売当初はなかなか売れなかった、とインタビューなどで語っている。発売から2年が経ち、2019年より紀伊國屋書店梅田本店の書店員と講談社の編集者により、同店で『神さまのビオトープ』のフェアが行われる。当初の重版部数は数百部だったという。その後、同書は重版を重ね、現在累計10万部を突破している。
2019年『流浪の月』を東京創元社より刊行し、2020年、『流浪の月』で第17回本屋大賞を受賞。同タイミングで、新型コロナウイルスによる初めての緊急事態宣言が発出され、本屋大賞の贈呈式は中止となり、翌日より多くの書店が臨時休業に入ってしまった。
同書は2022年に劇場映画が公開される。
同年に刊行した『わたしの美しい庭』で山田風太郎賞候補。2020年に発売した『滅びの前のシャングリラ』で2年連続の本屋大賞ノミネートを果たす。
2022年に刊行した『汝、星のごとく』にて2023年、第20回本屋大賞と第10回高校生直木賞を受賞。本屋大賞を2度受賞した作家は恩田陸以来凪良が2人目。発行部数が40万部を突破する。
『汝、星のごとく』は2019年10月に初の打ち合わせを行い、最初のプロットが完成したのは2021年7月。発売後にはコロナウイルスの影響から当時できなかった『流浪の月』のお礼参りを含めて全国の書店を回った。
2024年に刊行した『汝、星のごとく』の続編となる『星を編む』も本屋大賞ノミネートを果たす。2024年時点で『汝、星のごとく』および『星を編む』はシリーズ累計70万部となっている。

## 受賞・候補歴
- 2019年 - 『流浪の月』で第17回キノベス！第7位[10]。
- 2020年 - 『流浪の月』で第41回吉川英治文学新人賞候補[11]、第17回本屋大賞受賞[5]。
- 〃　     『わたしの美しい庭』で第11回山田風太郎賞候補[12]。
- 2021年 - 『滅びの前のシャングリラ』キノベス！2021 第1位。第18回本屋大賞ノミネート
- 2022年 - 『汝、星のごとく』で第168回直木三十五賞候補[13]。 2022王様のブランチBOOK大賞受賞。
- 2023年 - 『汝、星のごとく』で第20回本屋大賞受賞[7]、第10回高校生直木賞受賞、キノベス！第一位。第44回吉川英治文学新人賞候補。
- 2024年- 『星を編む』で第21回本屋大賞ノミネート[14]

## 著作

### 恋愛前夜シリーズ
- 恋愛前夜（2011年11月 キャラ文庫）
- 求愛前夜 恋愛前夜2（2014年4月 キャラ文庫）

### 美しい彼シリーズ
- 美しい彼（2014年12月 キャラ文庫）
- 憎らしい彼 美しい彼2（2016年12月 キャラ文庫）
- 悩ましい彼 美しい彼3（2019年7月 キャラ文庫）
- interlude 美しい彼 番外編集（2021年9月 キャラ文庫）
- 儘ならない彼 美しい彼4（2024年10月 キャラ文庫）

### 周と西門シリーズ
- 闇を呼ぶ声 -周と西門-（2017年1月 プラチナ文庫）
- 満願成就 -周と西門-（2018年9月 プラチナ文庫）

### その他
- 花嫁はマリッジブルー（2007年11月 白泉社花丸文庫）
- 恋愛犯 Love holic（2008年5月 白泉社花丸文庫black）
- 花嫁は今夜もブルー（2008年9月 白泉社花丸文庫）
- 初恋姫（2009年2月 白泉社花丸文庫）
- 未完成（2009年4月 白泉社花丸文庫 / 2014年1月 プラチナ文庫）
- 夜明けには優しいキスを（2009年7月 白泉社花丸文庫 / 2014年2月 プラチナ文庫）
- 全ての恋は病から（2010年3月 白泉社花丸文庫）
- 落花流水（2010年4月 SHYノベルス）
- 散る散る、満ちる（2010年7月 ショコラノベルス / 2012年2月 CHOCOLAT BUNKO）
- 叶わない、恋をしている（2010年11月 SHYノベルス / 2015年4月 SHY文庫）
- 真夜中クロニクル（2011年4月 大誠社リリ文庫 / 2017年10月 プラチナ文庫）
- 積木の恋（2011年10月 プラチナ文庫）
- もったいない！（2011年12月 角川ルビー文庫）
- うすくれないのお伽話（2012年4月 白泉社花丸文庫）
- まばたきを三回（2012年5月 CHOCOLAT BUNKO）
- 天涯行き（2012年6月 キャラ文庫）
- お菓子の家 〜un petit nid〜（2012年9月 プラチナ文庫）
- 恋をするということ（2012年12月 幻冬舎ルチル文庫）
- きみが好きだった（2013年2月 徳間書店）
- あいのはなし（2013年9月 CHOCOLAT BUNKO）
- 雨降りvega（2013年12月 幻冬舎ルチル文庫）
- おやすみなさい、また明日（2014年1月 キャラ文庫）
- 365+1（2014年7月 プラチナ文庫）
- それはおまえが童貞だからです（2014年10月 幻冬舎ルチル文庫）
- 愛しのいばら姫（2014年12月 プラチナ文庫）
- ショートケーキの苺にはさわらないで（2015年2月 CHOCOLAT BUNKO）
- ここで待ってる（2015年7月 キャラ文庫）
- ニアリーイコール（2015年8月 新書館ディアプラス文庫）
- 累る -kasaneru-（2015年10月 プラチナ文庫）
- 初恋の嵐（2015年11月 キャラ文庫）
- 愛しのニコール（2016年4月 CHOCOLAT BUNKO）
- 薔薇色じゃない（2016年6月 幻冬舎コミックス）
- 神さまのビオトープ（2017年4月 講談社タイガ）
- 天水桃綺譚（2017年5月 プラチナ文庫）
- 2119 9 29（2017年7月 ショコラ文庫）
- セキュリティ・ブランケット（2017年12月 - 2018年1月 キャラ文庫 上下巻）
- すみれ荘ファミリア（2018年7月 富士見L文庫）
- きみが好きだった（2018年12月 キャラ文庫）
- 流浪の月（2019年8月 東京創元社 / 2022年2月 創元文芸文庫）
- わたしの美しい庭（2019年12月 ポプラ社 / 2021年12月 ポプラ文庫）
- 滅びの前のシャングリラ（2020年10月 中央公論新社）
- 汝、星のごとく（2022年8月14日 講談社）
- 星を編む（2023年11月8日 講談社）

### 単行本未収録
小説
- 恋するエゴイスト（「小説花丸」2006年冬号／2014年6月 白泉社【電子書籍】）
- Fool For You 「恋愛前夜」番外編（2014年11月 徳間書店【電子書籍】）
- そろそろ、どうですか 「初恋の嵐」番外編（2018年2月 徳間書店【電子書籍】）
- ミステイク（「小説キャラ」2020年1月号）
- 表面張力（「小説現代」2021年2月号）→すみれ荘ファミリア（2021年5月14日 講談社タイガ）に収録

エッセイなど
- ○活（「小説すばる」2020年5月号）
- 覗き込んでみた、わたしの世界（「別冊文藝春秋」2020年9月号）
- 福を呼び込む私の"おまもり習慣"（「婦人公論」2021年1月26日号）

## メディア出演
- タイプライターズ〜物書きの世界〜（2021年9月25日、フジテレビ） - 町田そのこと共にゲスト出演
- META TAXI  #16  | Aマッソ 加納愛子 × 凪良ゆう(2024年1月26日、YouTube)
- Mr.サンデー（2024年3月3日、フジテレビ） - ゲストコメンテーター出演[15][16]